# Léonce aux bains de mer

Léonce aux bains de mer est un film muet français réalisé par Léonce Perret et sorti en 1913.

## Fiche technique
- Réalisation : Léonce Perret
- Chef-opérateur : Georges Specht
- Société de production : Société des Établissements L. Gaumont
- Pays d'origine : France
- Format : Muet - Noir et blanc
- Genre : Comédie
- Durée : 15 minutes
- Lieu de tournage : Dinard
- Date de sortie : 
  - France : 26 décembre 1913

## Distribution
- Léonce Perret : Léonce
- Armand Dutertre : le maître-nageur
- Suzanne Le Bret : Poupette
- Valentine Petit : une baigneuse
- René Cresté : Harry, le mari
- Marie Dorly
- Fabienne Fabrèges